# Pelargonium graveolens
Pelargonium graveolens (L'Hér., 1789) è una pianta erbacea appartenente alla famiglia delle Geraniacee, originaria di Sudafrica e Zimbabwe.

## Descrizione
Si tratta di una specie suffruticosa, che può raggiungere anche 1,5 metri di altezza, caratterizzata da foglie profondamente incise e ricoperte da peli ghiandolari. Il fiore è piccolo e di colore variabile dal malva al bianco.

## Usi
Le fronde verdi di P. graveolens sono fortemente odorose proprio perché ricoperte da peli ghiandolari che contengono oli essenziali molto profumati. Per questo le foglie vengono utilizzate in profumeria e nella produzione di repellenti per le zanzare.
Pelargonium graveolens è tradizionalmente coltivato in Italia meridionale, dove è noto col nome di malvarosa. Oggi le principali coltivazioni a scopo produttivo sono in Egitto e nell'isola di Reunion, dove si estrae un olio essenziale commercializzato con il nome di Bourbon.
Esistono molte ricette tradizionali di dolci, conserve e infusi a base di foglie di Pelargonium graveolens e delle sue varietà.

## Curiosità
La canzone napoletana I' te vurria vasà inizia con la frase "Ah! Che bell'aria fresca...  Ch'addore 'e malvarosa..." in cui si fa riferimento alla malvarosa come pianta profumata che caratterizza un contesto idilliaco.

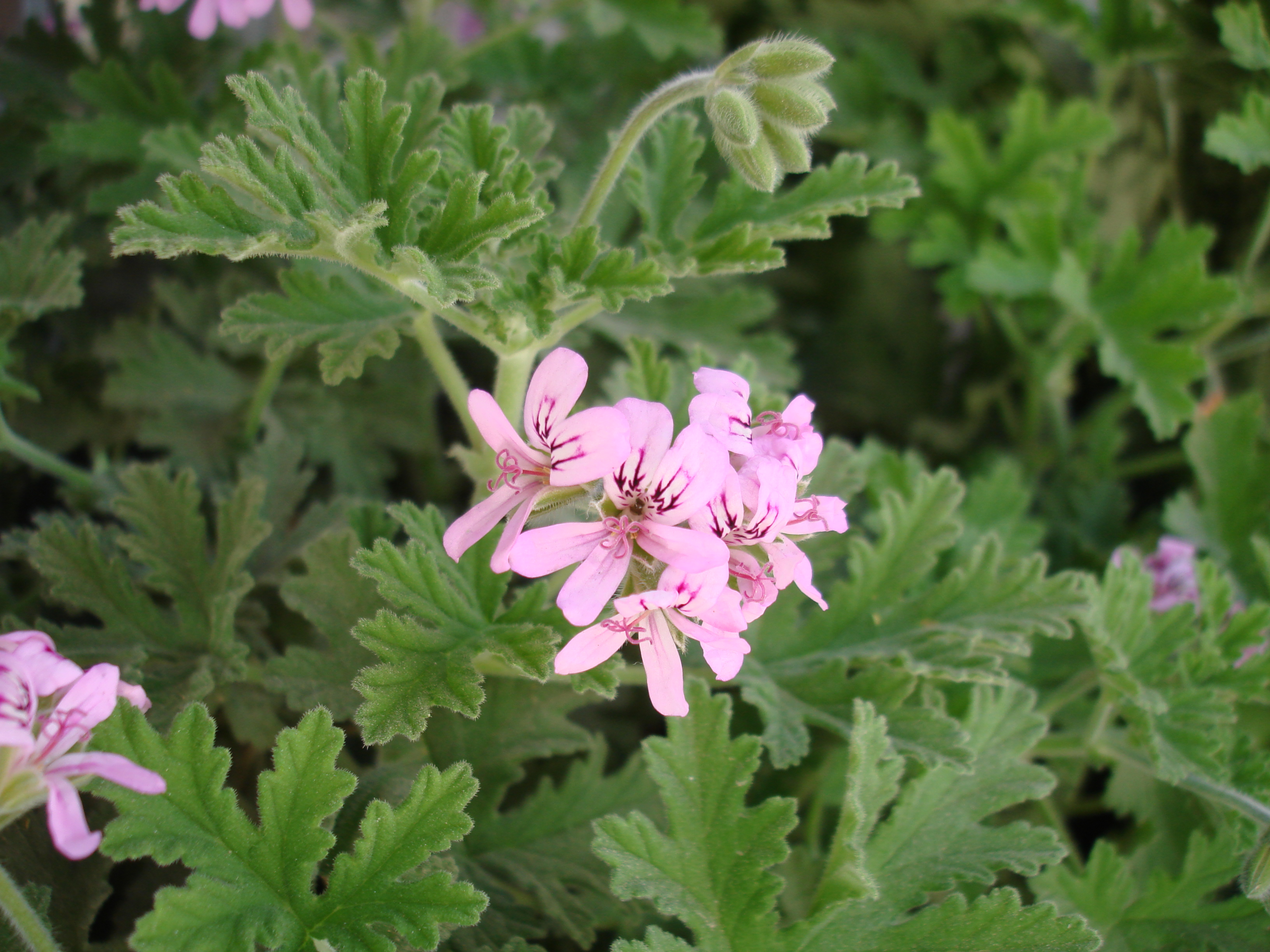
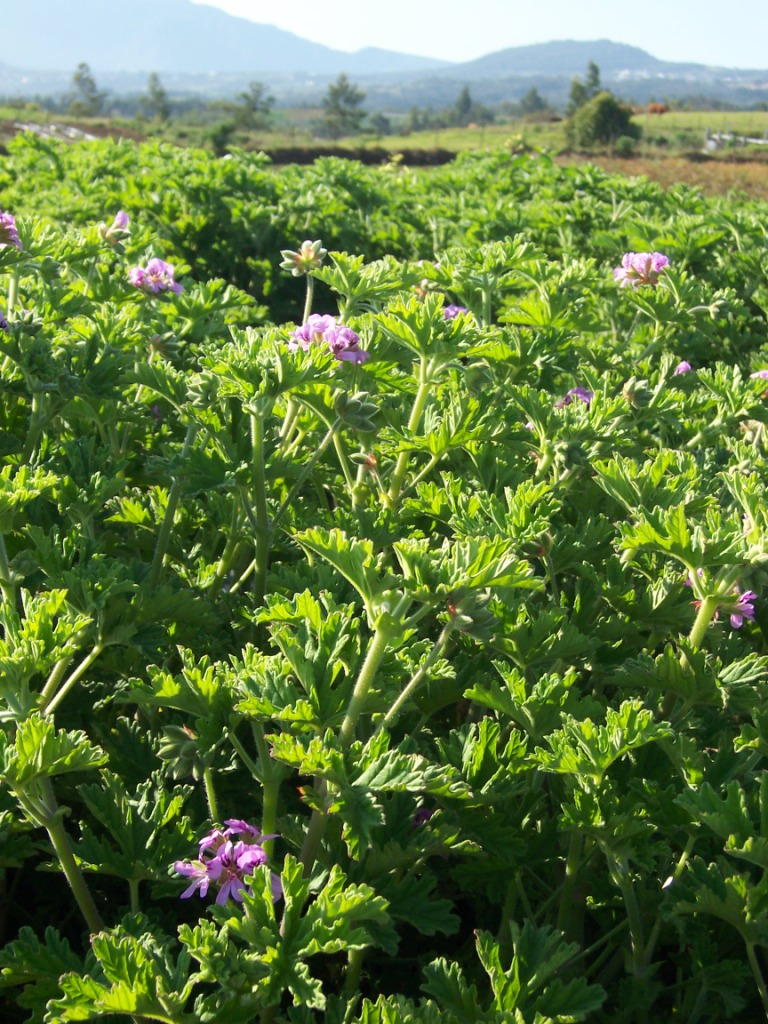
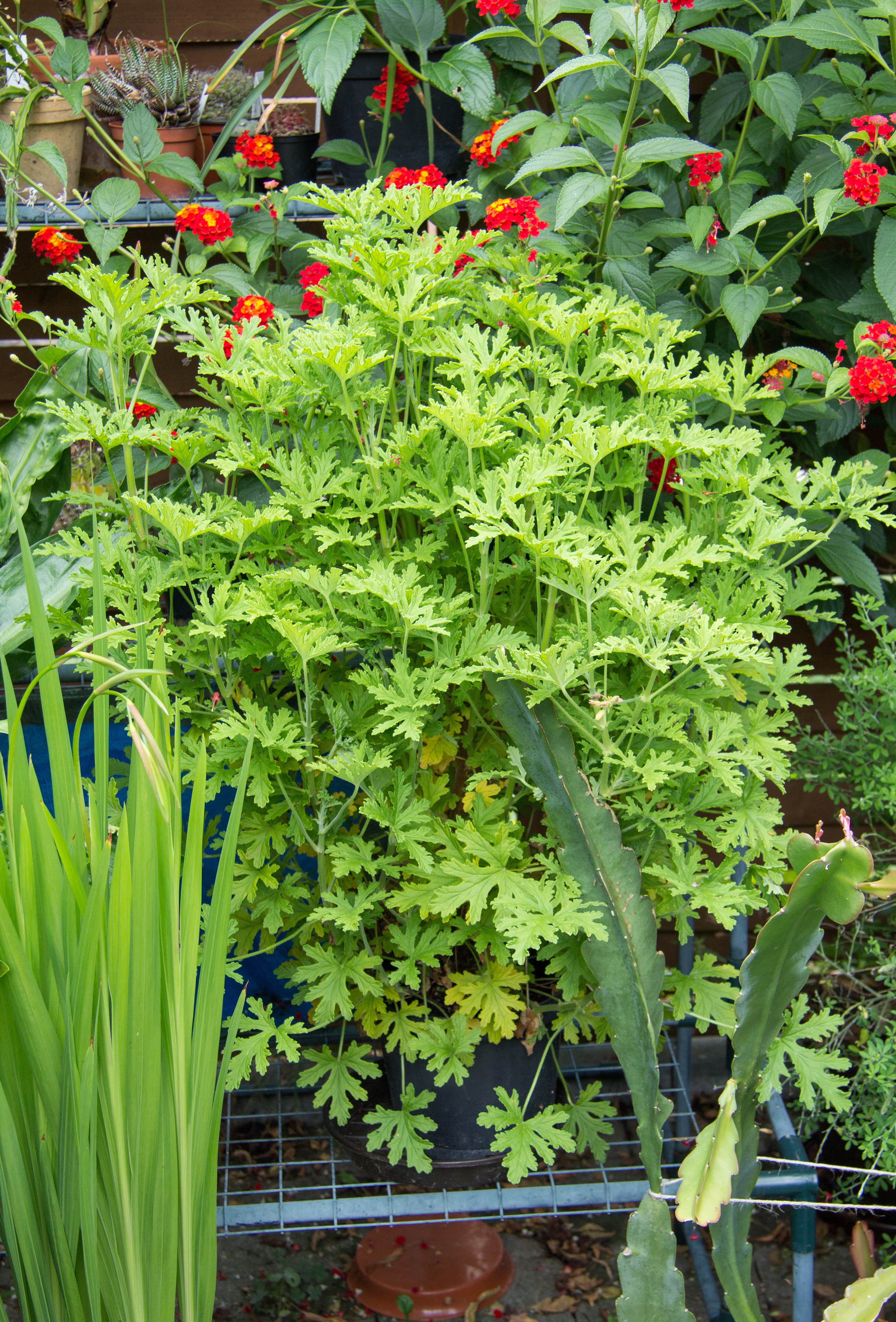
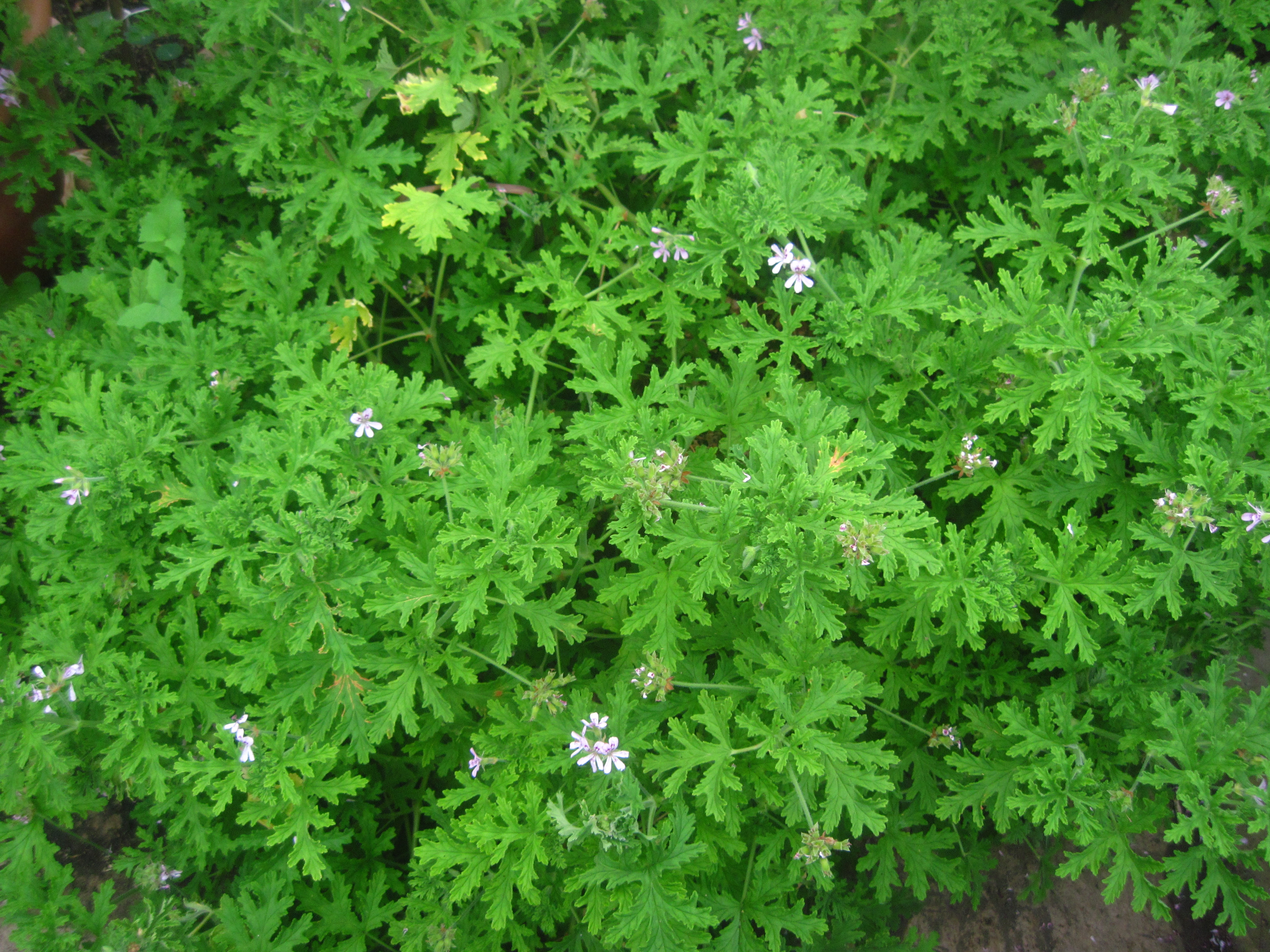
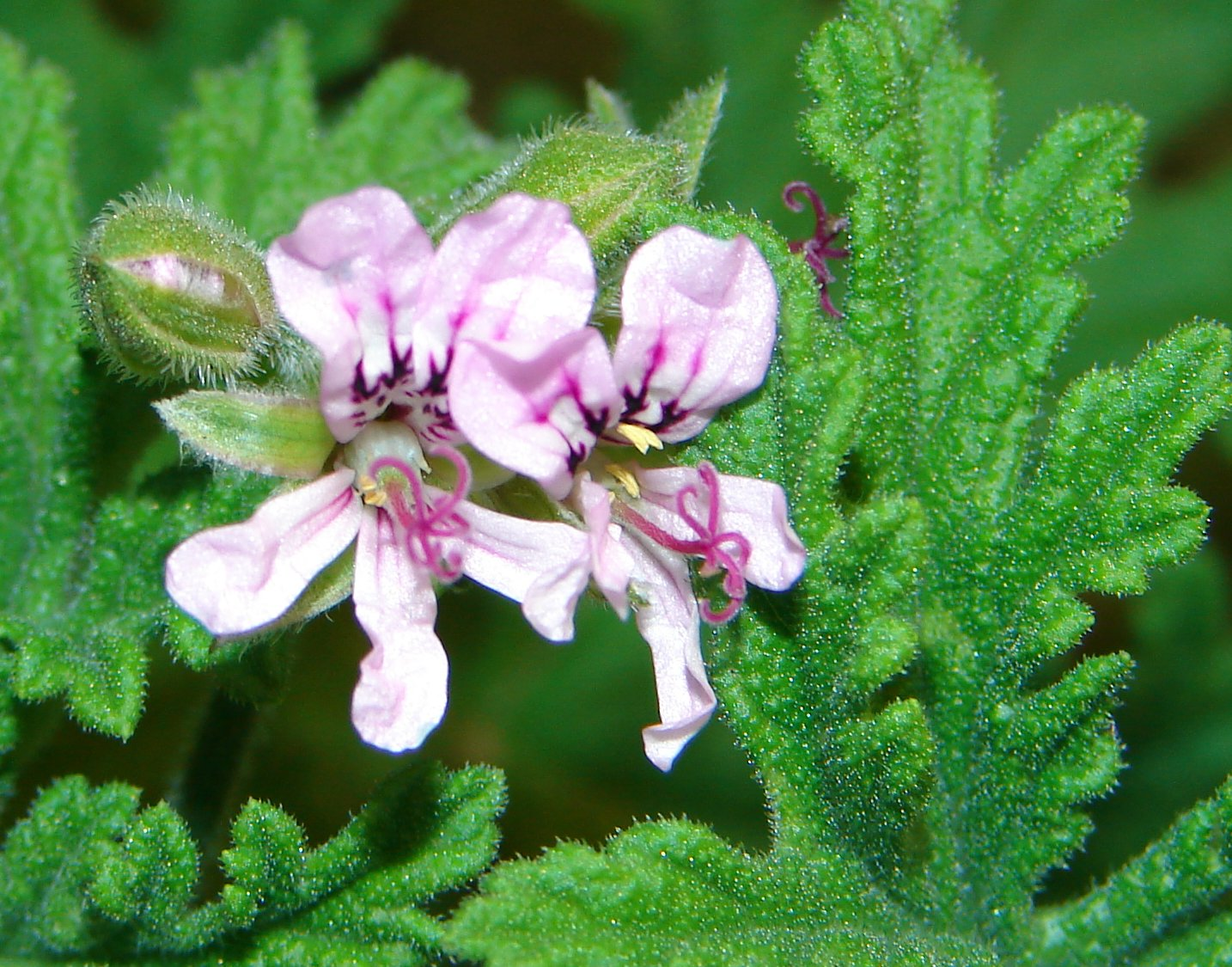